# شرکت هواچرخ کلت
شرکت هواچرخ کلت یک شرکت هواپیماسازی آمریکایی از سال ۱۹۲۹ مستقر در فیلادلفیا بود که به نام بنیانگذار آن دبلیو. والاس کلت نامگذاری شد.

## کتابشناسی - فهرست کتب
- The Illustrated Encyclopedia of Aircraft (Part Work 1982-1985). Orbis Publishing. 1988-01-01. p. 2254.
- Gunston, Bill (1993). World Encyclopedia of Aircraft Manufacturers. Annapolis: Naval Institute Press. p. 168.